# Partito del Lavoro d'Albania
Il Partito del Lavoro d'Albania (in albanese Partia e Punës e Shqipërisë, PPSH o PLA) fu il partito politico che dominò la politica di partito unico dal 1944 al 1991 in Albania, conosciuta in questo periodo come Repubblica Popolare Socialista d'Albania. Venne fondato l'8 novembre 1941 sotto il nome di Partito Comunista d'Albania. Supremo organo del partito era il Politburo, i cui membri ed il cui presidente venivano eletti dal Congresso del Partito.
L'ideologia principale del partito era il marxismo-leninismo anti-revisionista, che vide l'Albania schierarsi sia contro i paesi dell'occidente che contro quelli dell'est europeo, applicando una forte politica isolazionista per difendere il proprio schieramento. Spesso tale politica viene conosciuta anche come hoxhaismo, dal suo Primo Segretario Enver Hoxha che mantenne la sua carica per 44 anni (1941-1985).

## Storia

### Prime formazioni comuniste in Albania
La prima propaganda di carattere comunista nel Principato d'Albania fu guidata dal finanziere Kostandin Boshnjaku, che in precedenza aveva fatto affari ad Odessa e San Pietroburgo, nell'Impero russo. Nel 1917 Boshniaku assistette agli eventi della Rivoluzione d'ottobre e successivamente della guerra civile russa, stabilendo successivamente dei contatti commerciali a Mosca con le autorità della neonata Russia sovietica. Il finanziere si appassionò alle idee del bolscevismo e cercò di diffonderle anche in Albania, dopo esservi tornato nel 1923. Tuttavia, non riuscì a creare un movimento comunista ben organizzato.

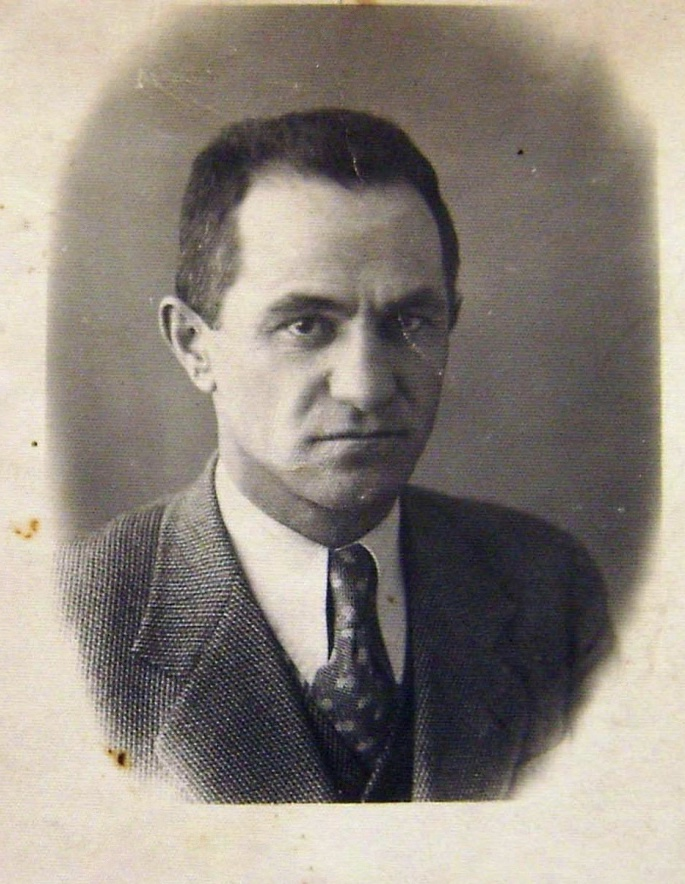
Ali Kelmendi.

La maggior parte degli attivisti comunisti albanesi si era rifugiato nell'Europa occidentale, ma furono successivamente reclutati da Fan Noli nella rivoluzione di giugno del 1924 che riuscì a far scappare in Italia il primo ministro Ahmet Lekë Bej Zog. Precedentemente, il 25 marzo 1925 fu fondato a Vienna con il sostegno del Comintern il Comitato nazionale rivoluzionario (in albanese Komiteti Nacional Revolucionar, KONARE), coordinato dalla Federazione comunista balcanica e da Ali Kelmendi.
Durante gli anni venti, furono create in diverse località albanesi delle organizzazioni operaie: l'Unione operaia di Argirocastro (1925), l'associazione dei sarti "Përparimi" (1927) a Tirana e l'Unione dei lavoratori e sarti di Coriza. (1927).
Nel 1925, il governo di Fan Noli fu sfiduciato e Zog rientrò in Albania, proclamando assieme al parlamento la Repubblica albanese. Quattro anni dopo, Zog si auto-incoronò come re degli Albanesi e instaurò una monarchia costituzionale. Il regno di Zog I fu caratterizzato da un'instabilità economica, politica e sociale, con un aumento della povertà e la negazione delle libertà democratiche.
Nel 1928, un manipolo di comunisti albanesi del gruppo "Bashkimi", dopo aver frequentato le scuole politiche dell'Internazionale in Unione Sovietica, fondarono a Mosca il Gruppo Comunista Albanese che successivamente aderì al KONARE (rinominato nel 1927 come Comitato di Liberazione Nazionale). Intanto, l'VIII Conferenza comunista balcanica fece pressione ai comunisti albanesi affinché creassero nuove cellule comuniste in Albania in vista della successiva creazione di un unico partito comunista.
Nel 1928 nacque a Coriza un'organizzazione di carattere apertamente comunista e successivamente ne furono create altre nella stessa città. Nel 1929, le cellule si riunirono in un unico Gruppo Comunista di Coriza (in albanese Grupi Komunist i Korçës, GKK) e iniziarono ad organizzare scioperi nei centri industriali principali.
Nel 1930, Kelmendi ritornò in Albania per seguire le direttive del Comintern, iniziando a coordinare le attività del GKK, ma nel 1932 venne arrestato. Nel 1933, il GKK fondò l'associazione "Puna" (ovvero "Lavoro") di Coriza e sotto la guida di Pilo Peristeri riuscì a perseguire clandestinamente il proprio programma anti-zoghista senza ostacoli governativi, poiché formalmente si dichiarava come una società assistenziale priva di fini politici.
Successivamente, il GKK decise di aderire ad un movimento segreto volto a rovesciare la monarchia. Tuttavia, Zog I scoprì i gruppi insurrezionali e il 14 agosto 1935 fu repressa nel sangue una rivolta a Fier contro il Regno ormai destabilizzato.
Costretto a lasciare l'Albania, Kelmendi combatté nelle file del battaglione Garibaldi italiano durante la guerra civile spagnola, assieme ad altri comunisti albanesi come Mehmet Shehu. Successivamente si rifugiò a Parigi, dove gestì le successive azioni politiche fino alla morte nel 1939, un anno prima dell'invasione nazista.
Nella seconda metà degli anni trenta, il GKK si attivò contro le ingerenze politiche del regime fascista italiano in Albania che ambiva ad impossessarsi del territorio e delle sue risorse: nel 1936, tramite la nuova sezione locale della Puna, indisse un fallimentare sciopero degli operai di Kuçovë nello stabilimento petrolifero dell'Azienda italiana petroli albanesi in seguito al rifiuto da parte del governo di accettare le richieste dei lavoratori, tra cui la giornata lavorativa di 8 ore e l'obbligo del saluto romano.
A causa della disorganizzazione delle cellule comuniste albanesi e della loro inadeguatezza nei confronti della nuova linea antifascista del Comintern, Ali Kelmendi e Koço Tashko furono incaricati di scioglierle. Tuttavia, il GKK e il nuovo gruppo comunista di Scutari (GKS) continuarono le loro attività, nonostante le divergenze ideologiche. Intanto, tra le file dei comunisti di Coriza incominciò ad emergere Enver Hoxha, un giovane comunista di Argirocastro tornato nel 1936 dalla Spagna.

### Fondazione e seconda guerra mondiale
Nel 1939, il GKK ed il GKS decisero di creare insieme un unico "comitato centrale" per organizzare la loro lotta politica, ma l'alleanza durò meno di un anno. Nello stesso anno, numerosi attivisti del GKK erano stati arrestati e condannati a morte dalla gendarmeria zoghista.
Il 16 giugno 1939, dopo aver inviato a scaglioni le truppe del Regio Esercito Italiano, il Re d'Italia Vittorio Emanuele III assunse la corona albanese e fu instaurato il Protettorato italiano d'Albania, ponendo di fatto il territorio sotto il controllo di Benito Mussolini. Vari nuclei comunisti e nazionalisti albanesi iniziarono a reclutare volontari per la lotta contro l'invasore fascista.
L'invasione dell'Unione Sovietica da parte della Germania nazista spinse il GKK e il GKS a pianificare una futura fusione in unico partito per continuare in modo organizzato la lotta antifascista. Tra l'8 e il 14 novembre 1941 si riunì clandestinamente l'assemblea costituente del Partito Comunista d'Albania (in albanese Partia Komuniste e Shqipërisë), alla quale presero parte 13 persone, tra cui Hoxha e Qemal Stafa. Otto di loro erano di fede cristiana, gli altri cinque appartenevano alla comunità musulmana. Alcuni studiosi osservano che i comunisti delle famiglie musulmane rappresentavano l'élite locale, mentre quelli della comunità cristiana appartenevano più spesso alle classi inferiori proletarie. Il congresso fondativo e quindi la nascita del partito fu guidata da Miladin Popović e Dušan Mugoša, emissari inviati dal leader del Partito Comunista di Jugoslavia Josip Broz Tito. Ad Hoxha fu affidato l'incarico di dirigere il Comitato centrale provvisorio, nonostante non fosse stato eletto ufficialmente come segretario, mentre furono create subito nuove cellule e diramazioni in tutto il territorio albanese, ponendo le basi anche della Gioventù Comunista Albanese affidata a Stafa.
Nella risoluzione della conferenza organizzativa e nei successivi documenti del PCA, furono delineati i programmi per combattere l'invasore fascista ed i suoi complici, liberare la nazione ed istituire una repubblica democratica popolare.

Nel 1942, Qemal Stafa fu assassinato misteriosamente, e seguì una lotta latente per la leadership tra Enver Hoxha e Koçi Xoxe. Nello stesso anno Mehmet Shehu fece ritorno in patria, dove si distinse per la sua brutalità in combattimento e strinse amicizia con Hoxha. 

Bandiera del Movimento di Liberazione Nazionale albanese.

Durante la seconda guerra mondiale, i comunisti ebbero un ruolo decisivo nell'esito del conflitto in terra albanese. Sotto la guida del PCA, nel 1942 fu creato il Movimento di Liberazione Nazionale (in albanese Lëvizja Nacional Çlirimtare) e nell'anno successivo il suo ramo armato. Inoltre, il 25 agosto 1942 uscì il primo numero dello Zëri i Popullit, organo ufficiale del Partito Comunista Albanese.
Alla prima conferenza nazionale del PCA organizzata tra il 17 e il 22 marzo 1943 a Labinoti (nord-est di Elbasan), Enver Hoxha fu eletto primo segretario del Comitato Centrale, fu proclamato il marxismo-leninismo e lo stalinismo come ideologia ufficiale e fu stabilita la struttura organizzativa interna nonché le strategie per la lotta antifascista. Nello stesso anno, i Tedeschi occuparono il territorio albanese, in seguito all'armistizio di Cassibile tra il Regno d'Italia e gli Stati Uniti, e si allearono con i nazionalisti repubblicani dei Balli Kombëtar per contrastare i comunisti.
Collaborando assieme all'Esercito Popolare di Liberazione della Jugoslavia, i partigiani comunisti albanesi riuscirono a sconfiggere gli occupanti tedeschi, il movimento filo-monarchico Legalitetit e i BK. Fu grazie all'aiuto jugoslavo nell'organizzazione e nell'equipaggiamento che l'esercito di liberazione albanese divenne la forza partigiana più preparata al combattimento e successivamente ricevettero il sostegno anche della missione militare britannica.
Il 20 ottobre 1944 fu istituito a Berat il Governo Democratico dell'Albania con Enver Hoxha come primo ministro e schierato con le potenze alleate. Il successivo 10 dicembre fu fondata Direzione della sicurezza popolare (in albanese Drejtoria e Mbrojtjes Popullore) con il sostegno dell'OZNA jugoslava.
Nel novembre del 1944, l'esercito di liberazione nazionale albanese prese il controllo della capitale Tirana, di tutte le principali città e quasi dell'intero territorio, creando a livello locale dei consigli partigiani.

### Instaurazione del regime

Bandiera del Governo Democratico Albanese.

A differenza di altri paesi dell'Europa orientale (tranne la Jugoslavia), i comunisti albanesi salirono al potere senza l'intervento diretto dell'URSS. La superiorità politica e il potenziale amministrativo permisero al PCA di stabilire un monopolio del potere senza fasi intermedie di coalizione. Il governo provvisorio era guidato da Enver Hoxha, riconfermato primo segretario del comitato centrale del partito, e da Mehmet Shehu. Quasi tutti i ruoli ministeriali erano occupati dai comunisti. Allo stesso tempo, il numero dei membri del PCA al potere nel 1945 superò le 2.000 persone.
Nell'agosto 1945, il Fronte di liberazione nazionale albanese fu trasformato nel Fronte Democratico d'Albania (in albanese Fronti Demokratik i Shqipërisë), presieduto da Enver Hoxha. Tutte le organizzazioni politiche legali furono unite sotto l'egida del PCA . Il 2 dicembre 1945, le autorità tennero le elezioni per l'Assemblea costituente, vinte sempre dai comunisti, e l'11 gennaio 1946 fu approvata la Costituzione della Repubblica Popolare d'Albania (in albanese Republika Popullore e Shqipërisë).
L'opposizione nazionalista fu schiacciata dall'intervento armato del regime. L'ultimo serio contrattacco della formazione dei Balli Kombëtar guidati da Abas Ermenji fu inflitto vicino a Scutari nel gennaio del 1945, ma si rivelò inefficace. Gli emigrati anticomunisti crearono il Comitato nazionale "Albania libera" (in albanese Komiteti Kombëtar "Shqipëria e Lirë") che cercò di sollevare una ribellione inviando paracadutisti nel paese, non riuscendo ad ottenere alcun risultato.
Il nuovo regime seguì fin da subito una politica di carattere stalinista che inasprì la repressione politica e la censura. Il governò creò delle formazioni speciali - in albanese Brigadave të Ndjekjes - che commisero migliaia di omicidi, principalmente nel nord dell'Albania. Già nel marzo-aprile 1945, un tribunale politico, presieduto da Koçi Xoxe, sentenziò la condanna morte di 17 persone e la prigionia di altre 42 tra collaboratori, ex funzionari reali e politici anticomunisti. Seguirono altri processi e altre condanne a morte, in modo tale da eliminare totalmente qualsiasi forma di opposizione al regime. Fu abolita la proprietà terriera feudale a favore di una collettivizzazione simile a quella sovietica, furono introdotti nuovi programmi sociali (tra cui l'alfabetizzazione di massa e la sanità gratuita) e fu proclamata la parità dei diritti per le donne.
Nel 1945, la Direzione della sicurezza popolare fu rinominata nella "Direzione della sicurezza di stato" (in albanese Drejtoria e Sigurimit të Shtetit), meglio nota come Sigurimi, e divenne ufficialmente il corpo della polizia segreta del regime. Nel 1946, l'Armata popolare albanese diventò il nuovo ramo armato del Paese.
Al governo socialista aderirono anche personalità non comuniste come Fan Noli e altri membri nazionalisti che preferirono la collaborazione all'epurazione. All'inizio del 1947, la rappresentanza comunista presso le autorità della RPA era la seguente: più della metà dei 70 deputati dell'Assemblea nazionale; 11 ministri su 13 ministri; oltre il 60% del Consiglio generale del Fronte Democratico; 5 membri su 9 del Segretariato del Fronte Democratico, e 13 membri su 18 del Comitato esecutivo del Fronte Democratico.
Nel corso dei primi anni del regime, furono represse numerose rivolte guidate da tribù e gruppi religiosi albanesi, tra cui il Comitato delle montagne (in albanese Komiteti i Maleve) di Mirdizia che nell'agosto del 1949 riuscì ad assassinare il segretario di partito e parlamentare Bardhok Bib.

### Crisi con la Jugoslavia
Sin dall'inizio, il Partito Comunista Albanese si prefisse di instaurare rapporti di amicizia con il PCUS, il PCJ e i partiti degli altri stati socialisti. Tuttavia, il legame più stretto fu quello con Belgrado: Koçi Xoxe era il leader della frazione filo-jugoslava e ricopriva il ruolo di ministro degli interni nonché capo della Sigurimi, le decisioni politiche del PCA venivano prese in accordo con la Jugoslavia, furono preparati progetti per combinare il lek con il dinaro nonché i piani economici. I comunisti che si opponevano alla sottomissione alla Jugoslavia, difendendo l'indipendenza dell'Albania, furono sottoposti a gravi persecuzioni: nel 1946-1947 furono repressi il ministro dell'Informazione Sejfulla Malëshova e il direttore della Banca statale d'Albania Kostandin Boshnjaku, poiché entrambi sostenevano non solo la sovranità nazionale ma anche un percorso politico interno più moderato e l'iniziativa imprenditoriale privata. Per le stesse ragioni, il leader dell'Unione dei Giovani Lavoratori d'Albania Liri Belishova venne sollevato da ogni incarico ed il ministro dell'Economia Nako Spiru si suicidò a seguito di una persistente campagna denigratoria nei suoi confronti.
Il conflitto sovietico-jugoslavo del 1948 portò a una svolta importante e rapida nella politica estera albanese. Koçi Xoxe venne accusato di titismo e trotskismo e successivamente fu condannato a morte per impiccagione dopo un processo segreto: in quello stesso anno, Xoxe aveva promosso un possibile ingresso della Repubblica Popolare d'Albania nella Federazione Jugoslava ed era diventato anche oppositore di Enver Hoxha. Seguirono ulteriori purghe contro i sostenitori della Jugoslavia, di Tito e di Xoxe sia all'interno del PCA sia negli organi statali, tra cui il ministro Pandi Kristo.
In risposta, la Jugoslavia reagì rompendo ogni rapporto con l'Albania e ritirando l'ambasciatore da Tirana.

### Primi congressi nazionali
Tra l'8 e l'11 novembre 1948 si riunì il I Congresso nazionale del Partito Comunista Albanese, durante il quale furono rafforzate le strategie anti-titine e filo-sovietiche. Su suggerimento di Stalin, il PCA fu rinominato nel Partito del Lavoro d'Albania (in albanese Partia e Punës e Shqipërisë), venne adottato un nuovo statuto ed Hoxha ne divenne il segretario generale. Il cambiamento del nome avrebbe portato ad una marcata diminuzione dello status del partito all'interno del movimento comunista internazionale, ma Hoxha, essendo un acceso sostenitore di Stalin, accettò tale modifica senza obiezioni. Molti anni dopo, la moglie Nexhmije Hoxha spiegò le politiche filo-staliniste di suo marito affermando che l'URSS era vista da lui come garante dell'indipendenza dell'Albania; in aggiunta, la leadership comunista temeva che senza un forte sostegno esterno, Tito avrebbe annesso la Repubblica Popolare alla Jugoslavia.
Nel 1949, la Repubblica Popolare d'Albania entrò a far parte del neonato Consiglio di mutua assistenza economica e strinse accordi economici con i paesi del blocco orientale.
Nel 1950 si riunì la II Conferenza nazionale del PLA, durante la quale furono discusse la situazione e i risultati ottenuti dopo il I Congresso, accogliendo con interesse la proclamazione della Repubblica Popolare Cinese del 1949 e approvando il primo piano quinquennale del paese per il periodo 1951-1955.
Il 19 febbraio 1951, un attacco terroristico ebbe luogo nell'ambasciata sovietica (senza vittime e gravi danni) perpetrato dall'organizzazione clandestina anticomunista Fronte della resistenza/Unità nazionale. Nei giorni successivi furono giustiziati cinque attivisti dell'organizzazione, incluso il leader, mentre otto persone furono condannate a vari termini. Il 26 febbraio, Hoxha ordinò la fucilazione senza processo di oltre 22 intellettuali dissidenti accusati di aver preso parte all'attentato.
Tra il 31 marzo e il 7 aprile 1952, fu organizzato il II Congresso nazionale del  PLA, durante il quale furono confermate le direttive del primo piano quinquennale nonché le strategie della sua applicazione. Enver Hoxha fu rieletto alla segreteria del Comitato centrale.

### Rottura con l'Unione Sovietica e avvicinamento alla Cina

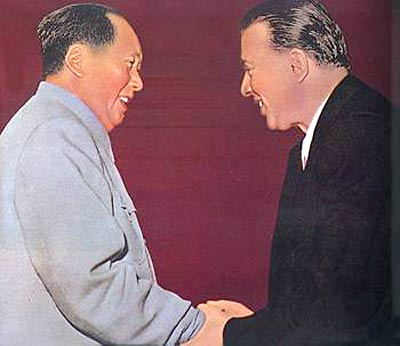
Mao Zedong ed Enver Hoxha

Dopo la morte di Stalin nel 1953, le relazioni con il PCUS si deteriorarono: Hoxha si oppose alla decisione del nuovo segretario sovietico Nikita Chruščëv riguardante la riconciliazione con Tito e la normalizzazione delle relazioni sovietico-jugoslave. Tuttavia, nel 1955 l'Albania aderì ugualmente al Patto di Varsavia.
La divisione sovietico-albanese assunse però un carattere irreversibile nel 1956, dopo il rapporto segreto pronunciato da Chruščëv durante il XX Congresso del PCUS e l'inizio della destalinizzazione. Durante il III Congresso nazionale del PLA, fu affermato che il Partito avrebbe continuare a seguire la propria linea e ad ostacolare ogni forma di revisionismo interno. Secondo i comunisti albanesi, tale processo riformista contro lo stalinismo era in realtà una lotta contro il marxismo-leninismo, che poneva delle condizioni favorevoli alla sostituzione del corso rivoluzionario con uno opportunistico, riformista, in tutti i partiti comunisti e operai. La destalinizzazione fu considerato dal PLA come una delle concause della rivoluzione ungherese del 1956 e di conseguenza il Partito espresse la propria solidarietà con i rivoltosi. Hoxha si mostrò inoltre contrario all'intervento militare dell'Armata Rossa per sedare le rivolte e accusò l'Unione Sovietica di imperialismo nei confronti della Repubblica Popolare d'Ungheria. Successivamente, all'interno del PLA furono effettuate nuove purghe.
Alla riunione internazionale di Mosca dei partiti comunisti nel 1960, la delegazione del PLA sostenne il Partito Comunista Cinese in un acceso conflitto con il PCUS riguardo alle politiche interne adottate da Mao Zedong e ai mutamenti ideologici dell'Unione Sovietica. Inoltre, in un incontro a Mosca a novembre con la leadership sovietica, una delegazione guidata da Enver Hoxha cercò di chiedere spiegazioni sull'atteggiamento anti-albanese da parte dei sovietici, nonostante questi ultimi volessero rialacciare l'alleanza militare con l'Albania, ma la situazione degenerò ulteriormente in toni molto accessi tra Hoxha e Chruščëv.
Il IV Congresso del PLA del 1961 dichiarò compiuta la realizzazione della base economica del socialismo nella Repubblica Popolare, a seguito dei risultati ottenuti dalla pianificazione statale e ritenuti soddisfacenti. Tuttavia, l'allontanamento dall'Unione Sovietica aveva portato a gravi danni economici a causa del taglio di ingenti finanziamenti e scambi commerciali con una superpotenza già affermata, ma la Cina maoista si sostituì all'URSS come principale alleato. Il Congresso confermò la propria linea anti-revisionista e iniziò ad attaccare sempre più apertamente il PCUS, tramite comunicati e propaganda politica interna.
Nel 1961, il XXII Congresso del Partito Comunista Sovietico inasprì la propria linea anti-stalinista e prese duramente posizione contro Enver Hoxha e la Cina.
Negli anni successivi, il Partito del Lavoro d'Albania attuò una feroce repressione contro i sostenitori della linea di Chruščëv che, secondo i documenti congressuali, aveva indebolito la lotta operaia contrastando il pensiero di Marx, Engels, Lenin e Stalin. Nel 1962, l'Albania si ritirò dal Comecon.
Nel 1965, Enver Hoxha lanciò una propria "rivoluzione culturale" su modello di quella cinese in modo tale da poter rafforzare la disciplina interna al Partito. Furono introdotti dei nuovi commissari politici e rimossi i gradi militari nell'esercito, gli stipendi degli ufficiali di rango medio e alto furono dimezzati, mentre fu intensificata la repressione contro la religione e gli artisti ritenuti dissidenti.
Intanto, nel 1966 il V Congresso del PLA proclamò la lotta al burocratismo, considerato come una delle concause della degenerazione della dittatura del proletariato in Unione Sovietica. Il Partito fece inoltre leva sulla "rivoluzione ideologica" volta a far radicare e trionfare l'ideologia socialista nella coscienza dei lavoratori, a discapito delle idee ritenute borghesi. Venne accentuata la linea anti-revisionista e filo-stalinista, mentre fu esteso il concetto di lotta di classe anche all'interno dello partito. La leadership albanese approvò un maggior accentramento della pianificazione economica e la prosecuzione della collettivizzazione, inasprendo la lotta al revisionismo e all'imperialismo americano e sovietico e confermando nuovamente Enver Hoxha alla guida del partito.
Sul fronte interno, le autorità divennero più ostili alla religione, sostenendo che quest'ultima avesse diviso la nazione albanese e che mirasse a mantenerla arretrata. Degli studenti furono inviati nelle campagne per convincere le popolazioni a rinunciare alla loro fede, mentre il governo chiudeva o riutilizzava chiese, moschee, monasteri e istituti religiosi come magazzini, ginnasi o botteghe artigiane. Nel 1967 l'Albania fu dichiarata come "il primo Paese ateo al mondo", mentre la pratica e il culto religiosi furono equiparati ai crimini di stato e puniti anche con la condanna a morte. Il Partito del Lavoro incoraggiò le donne ad emanciparsi dalle famiglie patriarcali e garantì i loro diritti.
I rapporti con l'URSS non migliorarono dopo le dimissioni di Chruščëv e l'ascesa di Leonid Brežnev: nel 1969 la RPA uscì anche dal Patto di Varsavia, dopo il rifiuto da parte di Mosca di non imporsi sui Paesi membri.
La rottura con l'Unione Sovietica portò il PLA ad orientare le proprie politiche verso la Repubblica Popolare Cinese. Ciò è stato facilitato dalla vicinanza ideologica tra l'hoxhaismo e il maoismo nonché dalla lotta comune contro la supremazia del PCUS nel movimento comunista internazionale e contro la sua linea revisionista. La diplomazia albanese appoggiò le posizioni della RPC su tutte le questioni internazionali significative. Inoltre, la Sigurimi patrocinò i gruppi maoisti dell'Europa orientale, in particolare l'illegale e anti-revisionista Partito Comunista Polacco di Kazimierz Mijal attivo nella Repubblica Popolare di Polonia.

### Epurazioni ed isolamento internazionale

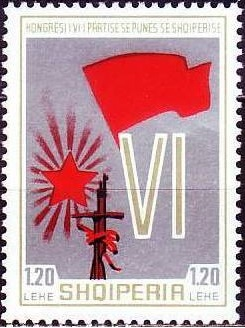
Francobollo commemorativo del VI Congresso del Partito del Lavoro d'Albania, 1971.

Negli anni settanta, il PLA continuò la propria serie di epurazioni interne, con arresti e fucilazioni di esponenti considerati liberali, revisionisti o cospiratori contro lo Stato.
Tra il 1º e il 7 novembre 1971, il VI Congresso rafforzò la lotta alla burocrazia, accentuò il ruolo delle masse, del Partito e dell'esercito nella dittatura del proletariato albanese. Il Partito inoltre espresse il proprio disappunto nei confronti dell'apertura della Cina verso gli Stati Uniti d'America, considerati ancora come imperialisti assieme all'URSS revisionista.
Il VII Congresso del 1976 approvò il testo di una nuova legge fondamentale dello stato che avrebbe consolidato gli ideali del precedente congresso: la nuova Costituzione della Repubblica Popolare Socialista d'Albania (in albanese Republika Popullore Socialiste e Shqipërisë, RPSA) affermò esplicitamente il "ruolo guida" del Partito del Lavoro e del marxismo-leninismo nel governo del Paese. Il PLA ribadì inoltre la natura "antimarxista e controrivoluzionaria" di organizzazioni quali la NATO, la Comunità economica europea, il Patto di Varsavia e il Comecon, intensificando così la chiusura dell'Albania verso il blocco orientale ed il panorama internazionale. Enver Hoxha fu nuovamente riconfermato alla guida della segreteria del Comitato centrale.
Nel frattempo, le relazioni con la Cina iniziarono a deteriorarsi: il paese asiatico cercò infatti di stringere rapporti più amichevoli con gli Stati Uniti e normalizzare quelli con l'Unione Sovietica. Alla fine degli anni settanta, la politica del socialismo con caratteristiche cinesi avviata da Deng Xiaoping, fu accolta negativamente dal Partito del Lavoro Albanese: nel 1978, Hoxha interruppe le relazioni con la Cina, eseguì una nuova purga all'interno del governo contro i sostenitori di un maggior allentamento del regime e adottò una posizione di completo auto-isolamento dell'Albania.
Nel 1978-1979, la Sigurimi scoprì nella prigione politica di Spaç delle organizzazioni clandestine create dagli arrestati durante la loro detenzione: un gruppo nazionalista guidato dall'anticomunista Xhelal Koprencka, ed un altro gestito dai comunisti Fadil Hysen Kokomani e Vangjel Stefan Lezho. Tutti e tre furono fucilati, ma poco prima dell'esecuzione Kokomani e Lezho inviarono una lettera al Comitato centrale del PLA nella quale criticavano aspramente la leadership del partito, le sue politiche ed Enver Hoxha.
Intanto, Hoxha, consapevole delle sue precarie condizioni di salute, iniziò a considerare la scelta di un suo possibile successore alla guida del partito e del paese. A seguito di divergenze politiche, il leader intimò Shehu a farsi da parte per il ruolo di nuovo segretario ma quest'ultimo rifiutò. Nel 1980, Hoxha si rivolse quindi a Ramiz Alia e convinse il PLA ad inveire contro Shehu, reo di aver permesso il matrimonio tra suo figlio e la figlia di un'ex famiglia borghese. Nel 1981, il primo ministro Mehmet Shehu, la seconda persona nella gerarchia di governo dopo Enver Hoxha, fu trovato morto in circostanze poco chiare, e l'anno successivo Hoxha lo accusò postumo di "cospirazione controrivoluzionaria" contro il leader albanese e di spionaggio a favore dei servizi segreti britannici, americani, jugoslavi e sovietici. Nel 1982 furono arrestati i suoi parenti stretti e associati.

### Leadership dopo Hoxha
L'11 aprile 1985, Enver Hoxha morì dopo quarant'anni di governo dell'Albania e Ramiz Alia divenne il secondo primo segretario del comitato centrale del PLA. Il IX Congresso del Partito confermò Alia alla guida del Paese.
Nei primi anni del governo di Alia non furono attuate riforme significative e fu mantenuta la linea politica avviata da Hoxha e la posizione antirevisionista, ma in seguito il regime socialista seguì un percorso di distensione e liberalizzazione: le repressioni di massa e l'ateizzazione violenta cessarono, i credenti non furono più perseguitati nonostante la presenza del divieto di culto formale. L'intelligencija albanese poté esprimersi con minor pressioni da parte del governo e furono tollerati il commercio e la produzione privata, nonostante il divieto formale. L'Albania iniziò ad aprirsi al blocco orientale (ad eccezione dell'URSS) e a rinnovare accordi commerciali con i paesi dell'Europa occidentale.
Le politiche del nuovo segretario valsero ad Alia l'appellativo di "Gorbačëv albanese". Tuttavia, l'apertura graduale all'economia di mercato rese sempre più instabile il Paese dal punto di vista economico ed accentuò il malcontento tra la popolazione.
Le rivoluzioni del 1989 nell'Europa orientale preoccuparono la leadership del PLA, ma l'élite del partito sperava ancora di tenere sotto controllo la situazione. La linea conservatrice più rigorosa era rappresentata da Nexhmije Hoxha, Lenka Çuko, Muho Asllani, Hekuran Isai e Simon Stefani.

### Fine del regime
Nel 1990 iniziarono le prime proteste di massa in Albania contro il regime. A Scutari si verificarono scontri tra manifestanti e polizia con 4 morti tra i civili; a Kavajë il comitato comunale del PLA fu preso d'assalto e gli oppositori iniziarono ad incitare ad una rivoluzione simile a quella avvenuta l'anno precedente in Romania. Temendo la stessa sorte avuta da Nicolae Ceaușescu, nell'aprile 1990, Ramiz Alia annunciò il processo di democratizzazione dell'Albania davanti al plenum del Comitato Centrale del Partito. A novembre, fu dichiarata la separazione tra il PLA e lo Stato, iniziò la stesura di una nuova legge elettorale e fu ufficialmente garantita la totale libertà di culto.
Nel dicembre 1990, le proteste anticomuniste iniziarono ad evolversi in una vera e propria rivolta nazionale che richiese l'intervento dell'armata popolare albanese. Il movimento studentesco ricevette il sostegno dei lavoratori uniti nell'Unione dei sindacati indipendenti d'Albania, guidati dal geologo Gezim Mahmut Shima. Di fronte alla minaccia di uno sciopero generale, il 12 dicembre Alija, a nome del comitato centrale del PLA, fu costretto ad annunciare il passaggio a un sistema multipartitico in Albania, considerandolo pubblicamente come una sconfitta storica del Partito. Il 20 dicembre, l'Assemblea popolare approvò il decreto favorevole alla creazione di nuovi partiti e subito dopo, fu fondato il Partito Democratico d'Albania (in albanese Partia Demokratike e Shqipërisë, PDA), partito di centro-destra guidato da Sali Berisha, seguito da altri partiti d'opposizione.
Allo stesso tempo, Ramiz Alia e i suoi sostenitori speravano, a costo di abbandonare il sistema monopartitico, di mantenere saldo il potere della nomenclatura del partito. La propaganda del PLA insistette sul fatto che "soltanto i politici con esperienza possono fornire una transizione verso la democrazia", come appunto quelli della leadership comunista. Parallelamente, Alia rafforzò la sua posizione nel Politburo espellendo i conservatori hoxhaisti.
La situazione politica continuò a degenerare e il popolo incominciò ad essere sempre più rivoltoso nei confronti del regime: il 20 febbraio 1991, lavoratori e studenti demolirono il monumento a Enver Hoxha in Piazza Scanderbeg a Tirana, e né la polizia né gli hoxhaisti poterono impedirlo.
Il 31 marzo 1991 si tennero le prime elezioni parlamentari multipartitiche: il Partito del Lavoro vinse con il 56,2% dei voti mentre il Partito Democratico, ottenendo il 38,7%, accusò le autorità di aver esercitato pressione sugli elettori. Nel Paese scoppiarono nuove proteste in strada: il 2 aprile 1991 a Scutari avvenne uno scontro tra la polizia e i manifestanti d'opposizione, durante il quale fu aperto il fuoco e morirono quattro attivisti del PDA.
Il 29 aprile 1991, la nuova composizione dell'Assemblea popolare modificò la Costituzione: il paese fu ribattezzato in Repubblica d'Albania (in albanese Republika e Shqipërisë), furono proclamate le libertà civili e politiche. Il 30 aprile, Ramiz Alia fu eletto dai deputati come primo presidente della Repubblica. La fazione del PLA nell'Assemblea nazionale votò a favore delle nuove proposte, cancellando così le sue precedenti posizioni.
Nel maggio del 1991, Bedri Spahiu fu il primo e unico leader comunista che si scusò pubblicamente con il popolo albanese per i crimini commessi da lui e dal regime.
Le proteste continuarono nel giugno 1991 con uno sciopero generale a livello nazionale, ed il presidente della Repubblica Alija ed il governo di Fatos Nano furono costretti a concordare una nuova elezione del parlamento per l'anno successivo. Il 5 giugno fu formato nuovo governo era guidato dal socialista Ylli Bufi, seguito il 10 dicembre da Vilson Ahmeti.

### Transizione verso la socialdemocrazia
Il 12 giugno 1991, fu organizzato un Congresso straordinario che approvò una riforma cardinale: il Partito del Lavoro d'Albania fu ribattezzato in Partito socialista d'Albania (in albanese Partia Socialiste e Shqipërisë), abbandonò il marxismo-leninismo e adottò un programma affine al socialismo democratico, dichiarando il proprio impegno per i diritti umani e criticò gli "eccessi" del precedente governo comunista. Ramiz Alja divenne il nuovo leader ed il premier Fatos Nano assunse ufficialmente la presidenza del partito.
Nonostante l'ideologia e il programma del partito fossero cambiate drasticamente, le figure della precedente leadership comunista erano rimaste al potere, e l'opposizione vide la trasformazione dal PLA al Partito Socialista come una manovra politica ingannevole dei comunisti al fine di mantenere il potere.
Il 22 marzo 1992, il Partito Democratico vinse le nuove elezioni e Sali Berisha fu eletto Presidente dell'Albania, con Aleksandër Meksi alla guida del governo. Tra il 1992 e il 1993, numerosi importanti membri dell'ex Partito del Lavoro e del contemporaneo Partito Socialista, tra cui Ramiz Alia e Nexhmije Hoxha, furono arrestati e in seguito condannati con pene detentive. Nel 1994 Alia fu condannato a nove anni di carcere per abuso di potere e violazione dei diritti dei cittadini, ma nel 1997 fu prosciolto.
Il PSA è diventato uno dei due principali partiti albanesi, ed è salito al potere tra il 1997 e il 2005 per poi ritornare al governo dell'Albania nel 2013 con il premier Edi Rama.

## Ideologia

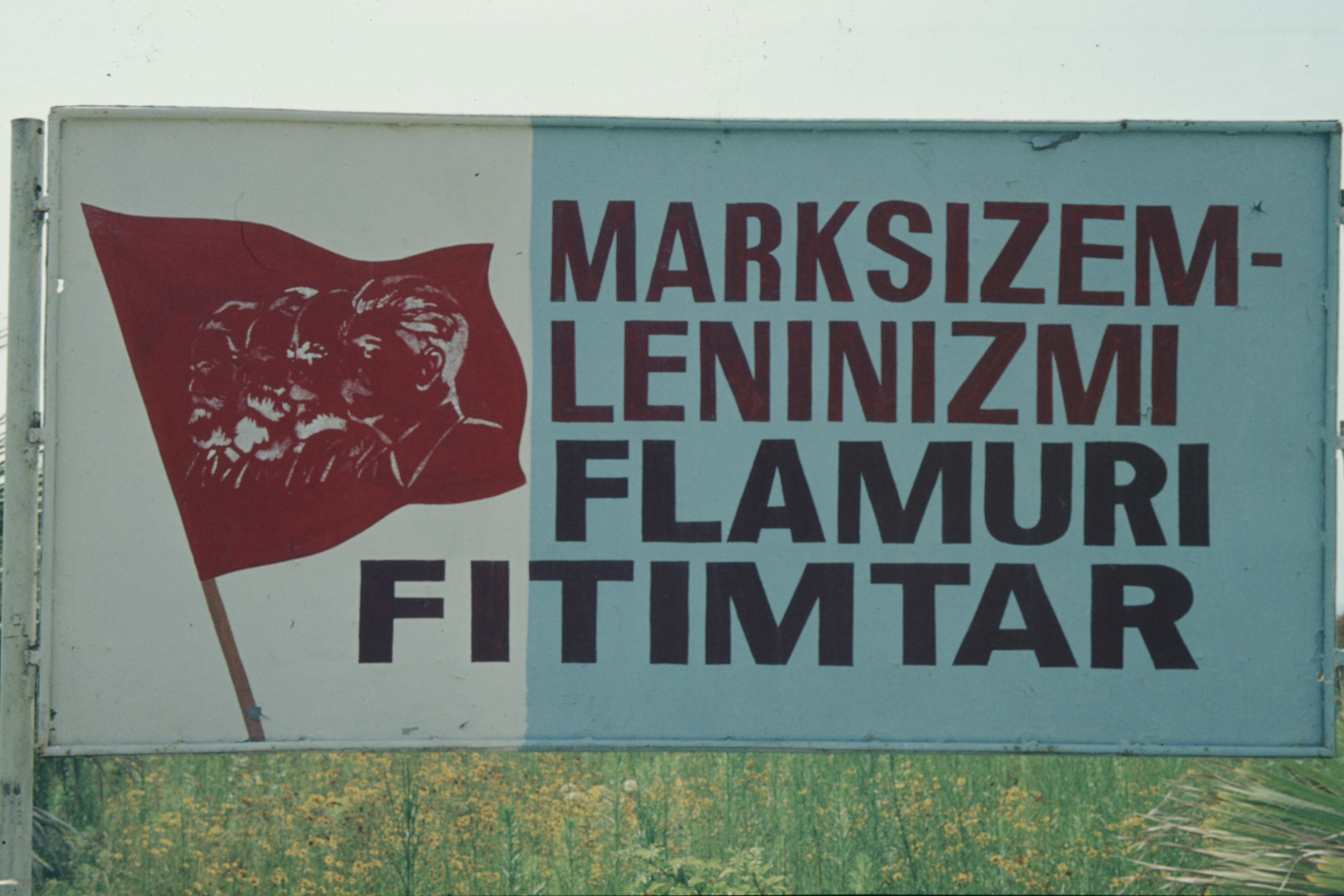
"Marxismo-leninismo: la bandiera della vittoria", con i ritratti di Marx, Engels, Lenin e Stalin.

Il Partito del Lavoro d'Albania aveva come ideologia fondante il marxismo-leninismo e si opponeva al processo revisionista dell'operato di Stalin, considerando tale atto come anti-marxista e nocivo per il movimento comunista internazionale. Era contrario all'imperialismo, all'intromissione nelle politiche degli altri Paesi e favorevole alla reciproca cooperazione internazionale. Lo scopo ultimo del Partito era quello dell'edificazione di una società comunista nella quale doveva essere applicato il principio "Ognuno secondo le sue capacità, ad ognuno secondo i suoi bisogni". Il PLA fu promotore dell'ateismo di Stato e di campagne antireligiose, in linea con i principi dell'ateismo marxista-leninista.
Per un breve periodo il PLA appoggiò il maoismo ma, a seguito della rottura con il Partito Comunista Cinese, abbracciò l'hoxhaismo: tale corrente comunista prevedeva una maggior difesa dello stalinismo ed una politica di maggior chiusura del Paese nei confronti degli USA, della Jugoslavia, dell'Unione Sovietica e della Cina, quest'ultimi considerati come "social-imperialisti".
Il Partito era inoltre contrario all'eurocomunismo proposto dai partiti comunisti di Francia, Italia e Spagna, considerati come promotori di un'ulteriore processo revisionista volto ad allontanare tali partiti dagli ideali del marxismo-leninismo.

## Organizzazione
Secondo lo statuto del partito, l'organizzazione interna si basava sui principi del centralismo democratico leninista, come negli altri partiti comunisti del blocco orientale, e vi era una gerarchia d'importanza dalle sezioni locali nelle aziende fino alla direzione centrale.
L'organo supremo era il Congresso nazionale: convocato una volta ogni 4-5 anni, i suoi delegati venivano eletti durante le conferenze regionali, distrettuali e nazionali. Il congresso discuteva le questioni generali interne, approvava i piani quinquennali, analizzava le relazioni del Comitato centrale e ne eleggeva uno nuovo.
Il Comitato centrale comprendeva i principali funzionari dell'apparato del partito, dirigenti delle aziende statali e rappresentanti di spicco dell'intellighenzia. Il CC guidava le attività del partito nel periodo tra due congressi e si riuniva circa tre volte l'anno.
Il Politburo e il segretariato venivano eletti dal CC e guidavano di fatto l'azione di governo. Il Politburo era composto dai principali segretari del Comitato Centrale e dai ministri chiave della Repubblica Popolare (incluso il Ministro degli Interni a capo della Sigurimi). Durante le riunioni settimanali, il Politburo prendeva importanti decisioni politiche e amministrative. Gli atti del Politburo venivano automaticamente approvati dal Comitato. Il segretariato era responsabile della gestione delle attività quotidiane del partito, in particolare dell'attuazione delle decisioni del Politburo, del coordinamento stato-partito e del personale attivo nell'economia.
Il PLA pubblicava i quotidiani Zëri i Popullit ("La voce del popolo") e 8 Nëntori ("8 novembre"), assieme al mensile teorico Rruga e Partisë ("La via del partito").

### Congressi nazionali
Partito Comunista d'Albania
- I Congresso — 8-14 novembre 1941 - Congresso fondativo del Partito

Partito del Lavoro d'Albania
- I Congresso — 8-22 novembre 1948
- II Congresso — 3-6 aprile 1952
- III Congresso — 3-5 giugno 1956
- IV Congresso — 13-20 febbraio 1961
- V Congresso — 1-8 novembre 1966
- VI Congresso — 1-7 novembre 1971
- VII Congresso — 1-7 novembre 1976
- VIII Congresso — 1-7 novembre 1981
- IX Congresso — 3-8 novembre 1986 — primo congresso dopo la morte di Enver Hoxha
- X Congresso — 1991 — ultimo congresso del PLA e rinomina in "Partito Socialista d'Albania"

### Primi segretari del Partito del Lavoro d'Albania
- Enver Hoxha (8 novembre 1941 – 11 aprile 1985)
- Ramiz Alia (13 aprile 1985 – 4 maggio 1991)

## Sostegno internazionale
La posizione fermamente ortodossa del Partito del Lavoro d'Albania attirò l'attenzione di molti gruppi politici comunisti in tutto il mondo, in particolare tra i maoisti delusi dal percorso intrapreso dal Partito Comunista Cinese verso la fine degli anni settanta. Numerose fazioni aderirono alla "linea del PLA", in particolare nel periodo 1978-1980. Tuttavia, molte di esse abbandonarono la linea hoxhaista dopo la caduta del governo socialista in Albania. Oggi, molti dei partiti politici che sostengono la linea politica del PLA sono raggruppati attorno alla Conferenza internazionale dei partiti e delle organizzazioni marxiste-leniniste.
Durante la guerra fredda, il Partito del Lavoro d'Albania era seguito da:
- Partito Comunista di Danimarca/Marxisti-Leninisti[134]
- Partito Comunista degli Operai di Francia[134]
- Partito Comunista di Germania/Marxisti-Leninisti[134]
- Partito Comunista di Bretagna (Marxista–Leninista)[134]
- Partito Comunista Rivoluzionario di Bretagna (Marxista-Leninista)[134]
- Movimento comunista M-L (Islanda)[134]
- Partito Comunista d'Irlanda (Marxista–Leninista)[134]
- Partito Comunista d'Italia (marxista-leninista)[134]
- Partito Comunista Portoghese (Ricostituito)[134]
- Partito Comunista di Spagna (Marxista-Leninista)[134]
- Partito Comunista dei Marxisti-Leninisti (rivoluzionari) (Svezia)[134]
- Partito Comunista del Benin[135]
- Partito Comunista Rivoluzionario Voltaico (Burkina Faso)[134]
- Unione per la Democrazia Popolare (Senegal)[134]
- Partito Comunista del Canada (Marxista–Leninista)[134]
- Movimento d'Azione Popolare Marxista–Leninista (Nicaragua)[134]
- Partito Comunista di Trinidad e Tobago[134]
- Partito Comunista del Brasile[134]
- Partito Comunista Peruviano – Bandiera Rossa[134]
- Avanguardia Rivoluzionaria (Proletaria Comunista) (Perù)[134]
- Partito Comunista del Suriname[134]
- Partito Comunista della Nuova Zelanda[134]

## Comunismo albanese dopo la fine del regime
La trasformazione del Partito del Lavoro d'Albania nel Partito Socialista non fu ben accetta da molti membri rimasti fedeli all'hoxhaismo: già nel 1991, l'intellettuale Hysni Miloshy creò l'Unione di volontari "Enver Hoxha" e successivamente il Partito Comunista d'Albania, al quale si unì Nexhmije Hoxha.
Il nuovo partito comunista hoxhaista non ebbe alcuna influenza seria e il numero dei suoi sostenitori non superò diverse migliaia di persone. Tuttavia, ha ripetutamente partecipato alle elezioni, soprattutto a livello locale. Nel 2002, alcuni membri del PCA annunciarono la rinascita del Partito del lavoro albanese. Muho Aslani si unì al nuovo PLA ma nel 2013, nonostante avesse conosciuto personalmente Enver Hoxha ed era membro del Politburo assieme a lui, fu espulso dal partito perché troppo conservatore e poco tollerante: infatti, il nuovo partito è favorevole alla legalizzazione della prostituzione e al movimento LGBT in Albania. Inoltre, la leadership del partito incriminò la cooperazione di Aslani con l'anticomunista Sali Berisha.
A livello internazionale, nel 1994 è stata creata la Conferenza internazionale dei partiti e delle organizzazioni marxisti-leninisti (CIPOLM), un'organizzazione che riunisce partiti comunisti minoritari hoxhaisti e anti-revisionisti. Il Partito Comunista d'Albania rappresenta il proprio paese all'interno della CIPOLM.